# Walter Bagehot

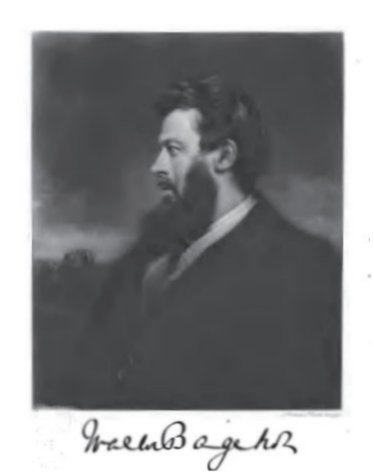
Walter Bagehot

Walter Bagehot (* 3. Februar 1826 in Langport, Somerset; † 24. März 1877 ebenda) war ein britischer Volkswirt, Journalist und Herausgeber der Wochenzeitung The Economist. Bagehots Analysen und Schriften haben zum politischen System Englands und zum Verständnis von Parlamentarismus und des Prinzips der Zentralbanken beigetragen.

## Leben

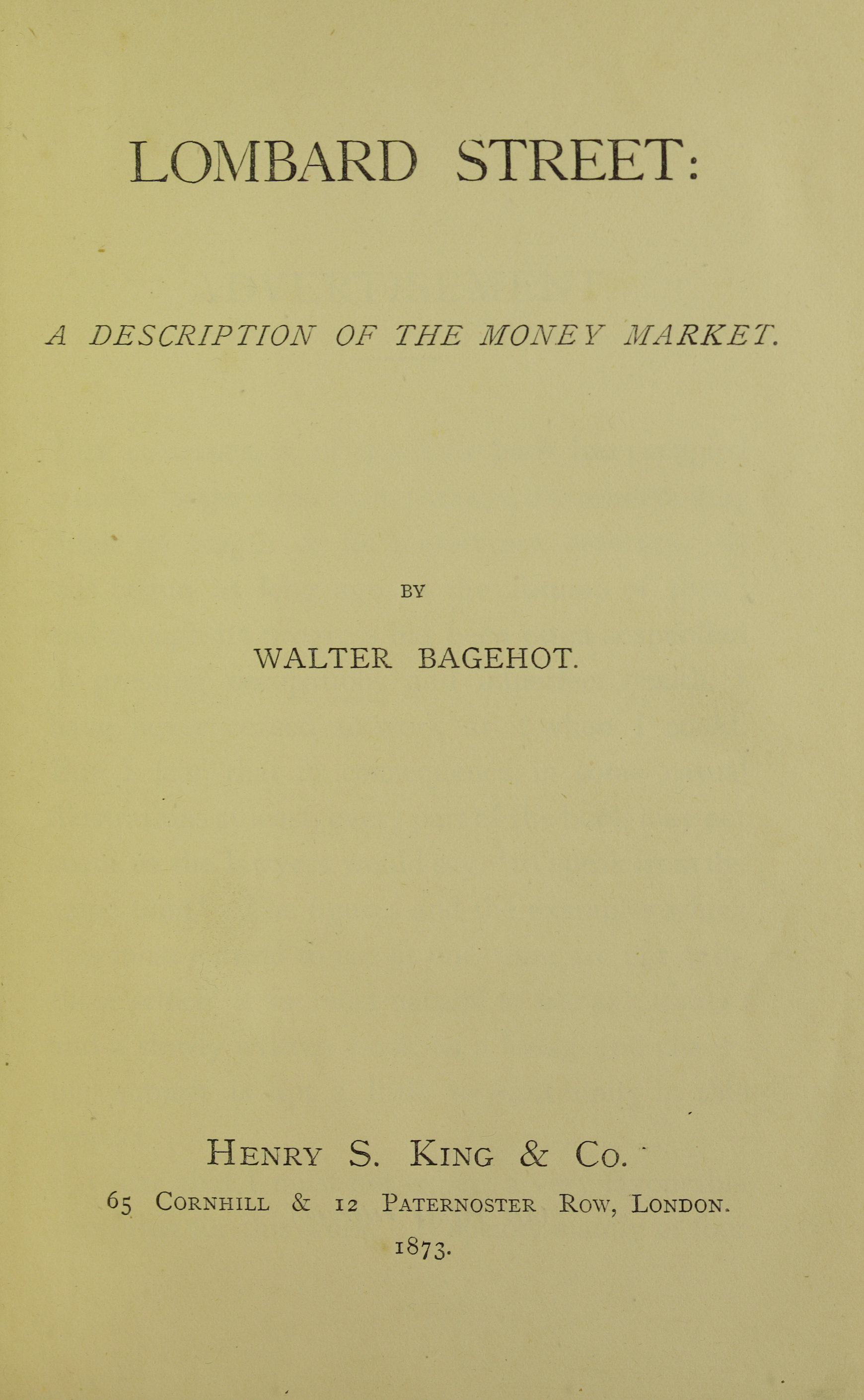
Lombard Street, 1873

Bagehot besuchte das University College London, das er 1848 mit dem Master abschloss. Obwohl als Anwalt zugelassen, praktizierte er nicht als solcher, sondern schloss sich seinem im Bankensektor tätigen Vater an.
Nachdem er für verschiedene Zeitschriften geschrieben hatte, erlangte er Bekanntheit als der dritte Herausgeber und Chefredakteur der Wochenzeitung The Economist von 1861 bis 1877, deren Gründer sein Schwiegervater James Wilson war. Unter Bagehots Führung gewann die Zeitung Einfluss auf politische Entscheidungsträger.
1867 schrieb Bagehot das Buch The English Constitution, in dem er die Struktur des Vereinigten Königreiches untersuchte, insbesondere die Stellung des Parlaments und der britischen Monarchie sowie die Kontraste zwischen der britischen und amerikanischen Regierung. Die grundlegende Unterscheidung der vergleichenden Regierungslehre zwischen Präsidentialismus und Parlamentarismus geht auf Bagehots Abhandlung zurück. The English Constitution gilt als Standardwerk und wurde in verschiedene Sprachen übersetzt.
Fünf Jahre später, 1872, schrieb er Physics and Politics, worin er den noch immer geläufigen Ausdruck „the cake of custom“ kreierte. 1873 erschien mit Lombard Street ein für Ökonomen nützliches Werk. Im Bereich der soziologischen Theorien verfasste er einige historische Studien und kann er mit seinem Zeitgenossen Henry James Sumner Maine verglichen werden. Postum erschien eine Sammlung von bibliografischen sowie ökonomischen Essays.
Bagehot trug zur Entwicklung des modernen Rassismus und des Sozialdarwinismus bei. Seine Äußerungen bezogen sich sowohl auf angeblich niedere Rassen als auch auf niedere Klassen.
Hinsichtlich der eigenen Unterschichten behauptete er, es gäbe in England „crowds of people scarcely more civilised than the majority of two thousand years ago“.
Bagehot zu Ehren verleiht die „British Political Studies Association“ jährlich den „Walter Bagehot Prize“ für die beste Dissertation im Bereich Regierung und öffentliche Verwaltung.
The Economist veröffentlicht allwöchentlich eine Kolumne über britische Politik unter dessen Namen.

## Ehrungen
1973 wurde der Asteroid (2901) Bagehot nach ihm benannt.

## Schriften
- The English Constitution. Chapman and Hall, London 1867; zuletzt: Oxford University Press, Oxford 2001, ISBN 0-19-283975-6 (gutenberg.org).
  - Dtsch: Die englische Verfassung. [Politica; Band 33]. Hrsg. und Einleitung Klaus Streifthau. Neuwied, Luchterhand, 1971.
- Walter Bagehot: Physics and Politics Or Thoughts on the Application of the Principles of Natural Selection and Inheritance to Political Society. Cambridge University Press, Cambridge 2010, ISBN 978-0-511-78313-5, doi:10.1017/CBO9780511783135 (englisch, Erstausgabe: King, London  1872).
- Lombard Street: A Description of the Money Market. King, London 1873; zuletzt: Wiley, New York 1999, ISBN 0-471-34499-0 (gutenberg.org).
- Der Ursprung der Nationen. Betrachtungen über den Einfluss der natürlichen Zuchtwahl und der Vererbung auf die Bildung politischer Gemeinwesen. Leipzig, Brockhaus, 1874 Digitalisat (Zusammenstellung zuvor einzeln veröffentlichter Essays: Das vorbereitende Zeitalter / Der Nutzen des Kampfes / Wie Nationen entstehen (1,2) / Das Zeitalter der Erörterungen / Fortschritte, welche vom sozialpolitischen Standpunkt betrachtet, beweisbar sind).